# General Canuto A. Neri
General Canuto A. Neri è un comune del Messico, situato nello stato di Guerrero, il cui capoluogo è la località di Acapetlahuaya.
Conta 6.301 abitanti (2010) e ha una estensione di 256,83 km².